# Le Mesnil-sous-Jumièges
Le Mesnil-sous-Jumièges és un municipi francès situat al departament del Sena Marítim i a la regió de Normandia. L'any 2007 tenia 619 habitants.

## Demografia

### Població
El 2007 la població de fet de Le Mesnil-sous-Jumièges era de 619 persones. Hi havia 259 famílies de les quals 62 eren unipersonals (33 homes vivint sols i 29 dones vivint soles), 86 parelles sense fills, 82 parelles amb fills i 29 famílies monoparentals amb fills.
La població ha evolucionat segons el següent gràfic:
Habitants censats

### Habitatges
El 2007 hi havia 279 habitatges, 264 eren l'habitatge principal de la família, 10 eren segones residències i 5 estaven desocupats. 238 eren cases i 34 eren apartaments. Dels 264 habitatges principals, 195 estaven ocupats pels seus propietaris, 63 estaven llogats i ocupats pels llogaters i 6 estaven cedits a títol gratuït; 9 tenien una cambra, 22 en tenien dues, 34 en tenien tres, 69 en tenien quatre i 130 en tenien cinc o més. 217 habitatges disposaven pel capbaix d'una plaça de pàrquing. A 105 habitatges hi havia un automòbil i a 139 n'hi havia dos o més.

### Piràmide de població
La piràmide de població per edats i sexe el 2009 era:
| Homes | Edats   | Dones |
| ----- | ------- | ----- |
| 0     | 95 o +  | 0     |
| 0     | 90 a 94 | 0     |
| 0     | 85 a 89 | 8     |
| 0     | 80 a 84 | 0     |
| 4     | 75 a 79 | 8     |
| 8     | 70 a 74 | 8     |
| 12    | 65 a 69 | 16    |
| 20    | 60 a 64 | 0     |
| 16    | 55 a 59 | 12    |
| 28    | 50 a 54 | 40    |
| 20    | 45 a 49 | 24    |
| 16    | 40 a 44 | 12    |
| 36    | 35 a 39 | 20    |
| 16    | 30 a 34 | 28    |
| 20    | 25 a 29 | 20    |
| 16    | 20 a 24 | 8     |
| 16    | 15 a 19 | 4     |
| 20    | 10 a 14 | 28    |
| 20    | 5 a 9   | 36    |
| 16    | 0 a 4   | 8     |

## Economia
El 2007 la població en edat de treballar era de 441 persones, 305 eren actives i 136 eren inactives. De les 305 persones actives 269 estaven ocupades (147 homes i 122 dones) i 36 estaven aturades (24 homes i 12 dones). De les 136 persones inactives 59 estaven jubilades, 33 estaven estudiant i 44 estaven classificades com a «altres inactius».

### Ingressos
El 2009 a Le Mesnil-sous-Jumièges hi havia 253 unitats fiscals que integraven 611 persones, la mediana anual d'ingressos fiscals per persona era de 19.620 €.

### Activitats econòmiques
Dels 12 establiments que hi havia el 2007, 1 era d'una empresa alimentària, 2 d'empreses de fabricació d'altres productes industrials, 1 d'una empresa de comerç i reparació d'automòbils, 2 d'empreses de transport, 2 d'empreses d'hostatgeria i restauració, 1 d'una empresa immobiliària, 2 d'empreses de serveis i 1 d'una empresa classificada com a «altres activitats de serveis».
Dels 3 establiments de servei als particulars que hi havia el 2009, 2 eren restaurants i 1 agència immobiliària.
L'any 2000 a Le Mesnil-sous-Jumièges hi havia 27 explotacions agrícoles que ocupaven un total de 231 hectàrees.

## Equipaments sanitaris i escolars
El 2009 hi havia una escola elemental.

## Poblacions més properes
El següent diagrama mostra les poblacions més properes.